# District de Kamrup Métropolitain
Le district de Kamrup Métropolitain  (assamais : কামৰূপ মহানগৰ জিলা) est un district  de l'état de l'Assam en Inde.

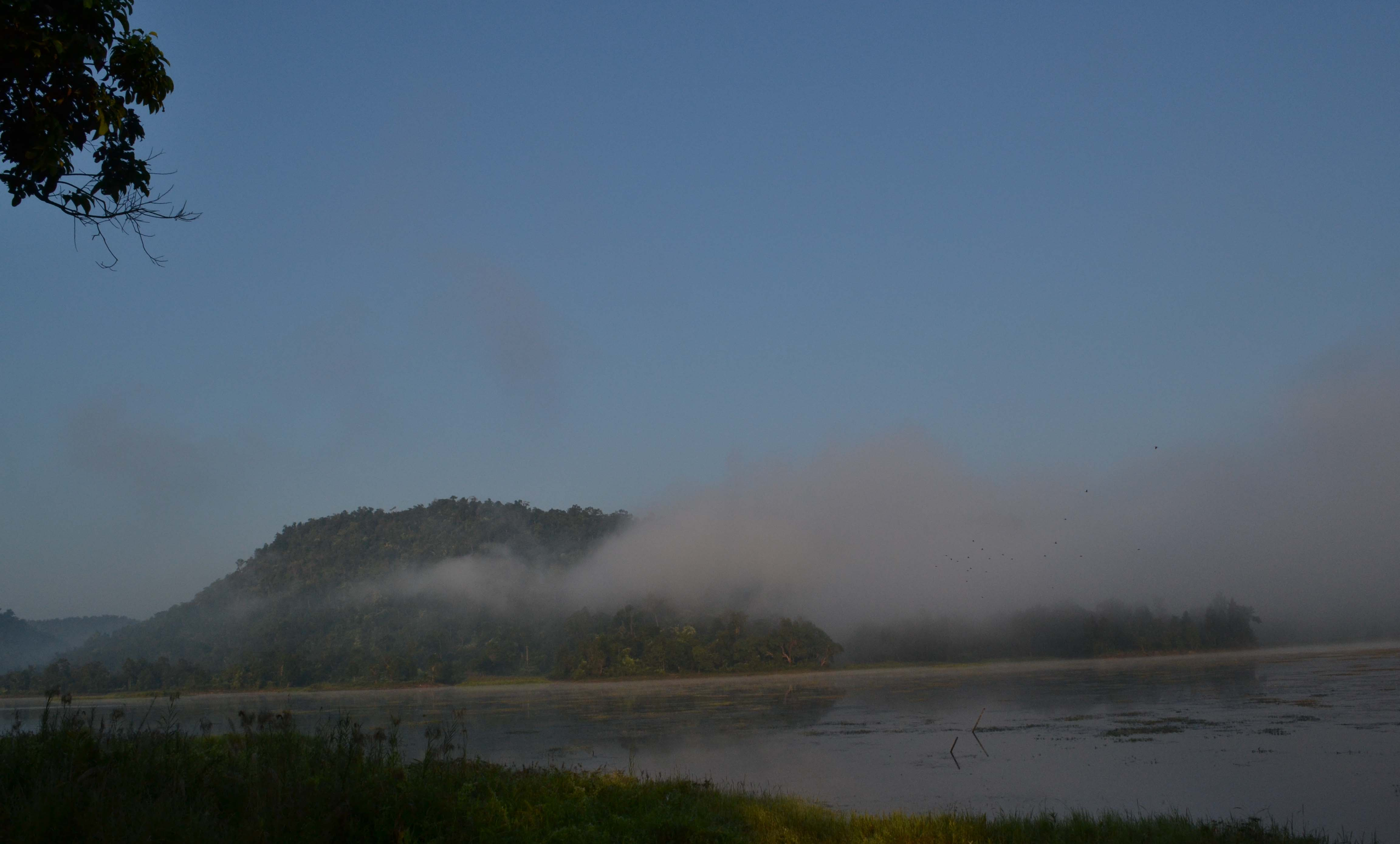
Le lac Chandubi.

## Géographie
Au recensement de 2011, sa population est de 1 253 938 habitants pour une superficie de 955 km2.
Son chef-lieu est la ville de Guwahati.